# 장안구 (우한시)

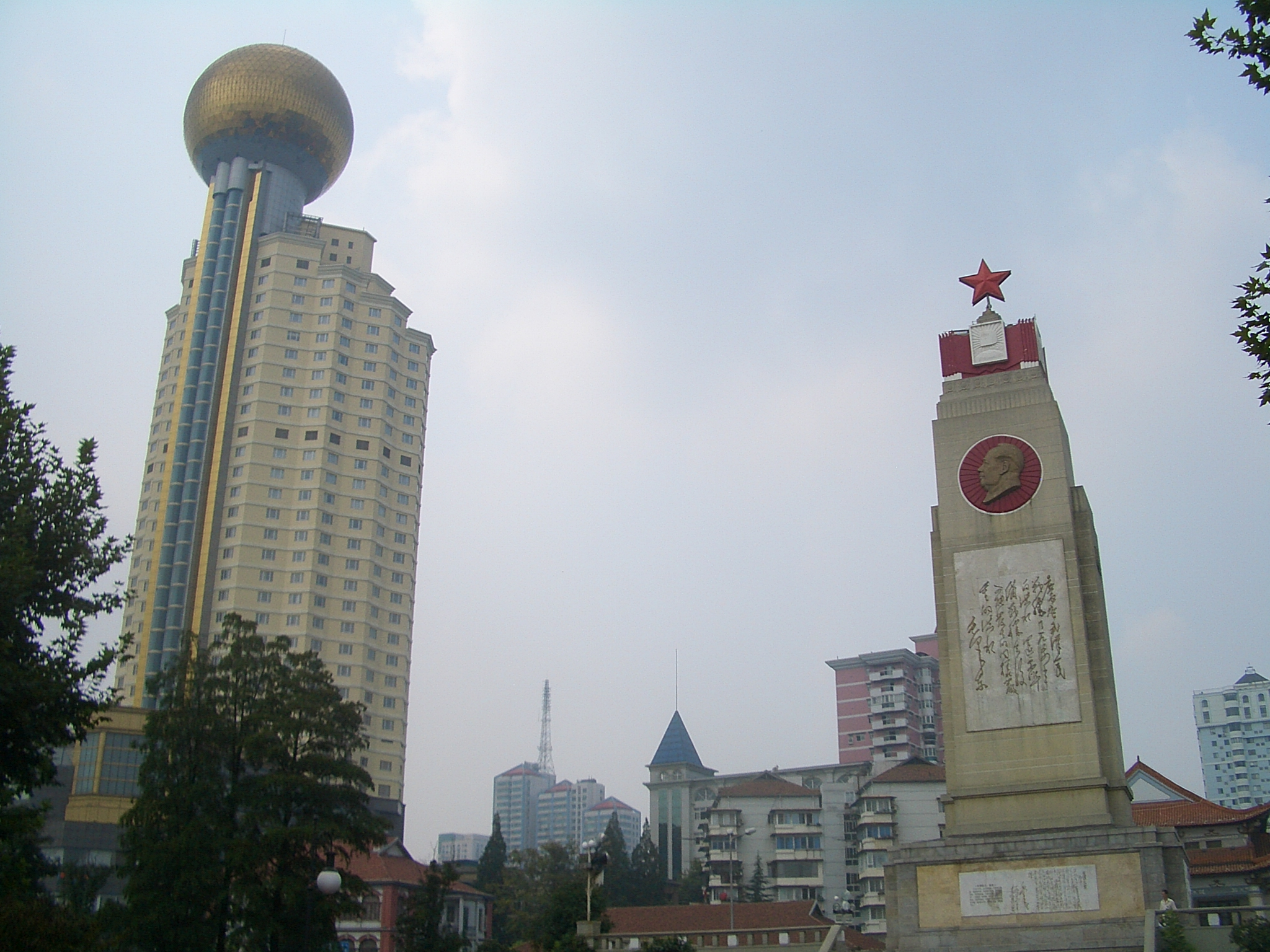

장안구(한국어: 강안구, 중국어: 江岸区, 병음: Jiāng'àn Qū)는 중화인민공화국 후베이성 우한시의 현급 행정 구역이다.

## 행정 구역
15개 가도를 관할한다.
1. 大智街道
2. 一元街道
3. 车站街道
4. 四唯街道
5. 永清街道
6. 西马街道
7. 球场街道
8. 劳动街道
9. 二七街道
10. 新村街道
11. 丹水池街道
12. 台北街道
13. 花桥街道
14. 后湖街道
15. 塔子湖街道

## 인구/ 면적
- 넓이는 64km2이고, 인구는 2007년 기준으로 660,000명이다.